# Mon amour (film, 2020)
Pour les articles homonymes, voir Mon amour.
Pour plus de détails, voir Fiche technique et Distribution.
Mon amour est un film français réalisé par David Teboul et sorti en 2020.

## Synopsis
À la suite de la disparition de son ex-compagnon Frédéric, mort d'une overdose, le réalisateur entreprend un voyage en Sibérie.

## Fiche technique
- Titre : Mon amour
- Réalisation : David Teboul
- Scénario : Anne Baudry et David Teboul
- Photographie : Martin Roux
- Son : Léo Banderet et Olivier Goinard
- Montage : Anne Baudry
- Société de production : Les Films d'ici et Arte France Cinéma
- Pays de production :  France
- Distribution : Rezo films
- Genre : documentaire
- Durée : 172 minutes
- Date de sortie :
  - Danemark : 19 mars 2020 (CPH DOX: DOX)
  - France : 15 juin 2022

## Sélections
- Festival du film de Göteborg 2021[1]